# Caldeirão Grande
Caldeirão Grande är en kommun i Brasilien.   Den ligger i delstaten Bahia, i den östra delen av landet, 1 000 km nordost om huvudstaden Brasília. Antalet invånare är 12 485.
Omgivningarna runt Caldeirão Grande är huvudsakligen savann. Runt Caldeirão Grande är det glesbefolkat, med 18 invånare per kvadratkilometer.